# Шеняно-Слобода
Шеняно-Слобода (рос. Шеняно-Слобода) — присілок в Дзержинському районі Калузької області Російської Федерації.
Населення становить 77 осіб. Входить до складу муніципального утворення Присілок Галкино.

## Історія
Від 2004 року входить до складу муніципального утворення Присілок Галкино.

## Населення
| 2002 | 2010 |
| ---- | ---- |
| 78   | ↘77  |